# Big Ben
Big Ben je přezdívka pro Velký zvon (anglicky Great Bell) umístěný v hodinové věži na severním konci Westminsterského paláce, ačkoli se tento název běžně používá i pro hodiny a hodinovou věž jako takovou. Oficiální název věže, v níž se Big Ben nachází, byl původně Clock Tower, ale v roce 2012 byla u příležitosti šedesátého výročí vlády Alžběty II. přejmenována na Elizabeth Tower.
Věž byla navržena Augustem Puginem v novogotickém stylu. Po dokončení v roce 1859 byly její hodiny největšími a nejpřesnějšími čtyřzávitovými odbíjecími a zvonícími hodinami na světě. Věž je vysoká 96 m (316 stop) a výstup z úrovně terénu na zvonici čítá na 334 schodů. Její základna je čtvercová, na každé straně měří 12 m (40 stop). Ciferníky hodin mají průměr 6,9 m (22,5 stopy). Všechny čtyři národy Spojeného království jsou na věži vyobrazeny štíty se symboly růží pro Anglii, bodlákem pro Skotsko, shamrock pro Severní Irsko a narcisem pro Wales. Dne 31. května 2009 se konaly oslavy 150. výročí vzniku věže.
Big Ben je největší z pěti zvonů na věži a jeho hmotnost činí 13,7 tuny. Po dobu 23 let byl největším zvonem ve Spojeném království. Původ přezdívky zvonu je sporný; může být pojmenován po siru Benjaminu Hallovi, který dohlížel na jeho instalaci, nebo po boxerském šampionovi v těžké váze Benjaminu Cauntovi. Čtyři čtvrťové zvony odbíjejí 15, 30 a 45 minut po celé hodině a taktéž těsně předtím, než zvon Big Ben odbije celou hodinu. Hodiny používají původní viktoriánský mechanismus, ale jako zálohu lze použít elektromotor.
Věž je britskou kulturní ikonou uznávanou po celém světě. Je jedním z nejvýraznějších symbolů Spojeného království a parlamentní demokracie a často se používá v úvodních záběrech filmů odehrávajících se v Londýně. Hodinová věž je od roku 1970 součástí památkové ochrany I. stupně a od roku 1987 je zapsána na seznamu světového dědictví UNESCO.
Dne 21. srpna 2017 byly na věži zahájeny čtyřleté plánované renovační práce. Úpravy zahrnují mimo jiné přidání výtahu, nové zasklení a nátěr ciferníků hodin, modernizaci osvětlení a opravu střešních tašek. Až na několik výjimek, jako je Silvestr a Den válečných veteránů, byly zvony až do dokončení prací v roce 2022 ztichlé.

## Věž

### Původ
Alžbětinská věž (anglicky Elizabeth Tower), původně označovaná jako Clock Tower, ale známější jako Big Ben, byla postavena jako součást návrhu Charlese Barryho na nový Westminsterský palác poté, co byl starý palác 16. října 1834 z velké části zničen požárem. Ačkoli byl Barry hlavním architektem novogotického paláce, obrátil se na Augusta Pugina, aby navrhl Hodinovou věž (Clock Tower), která se podobá dřívějším Puginovým návrhům, včetně jednoho pro Scarisbrick Hall v Lancashiru. Stavba věže byla zahájena 28. září 1845. Dodavateli stavby byli Thomas Grissell a Morton Peto. Na vyrytém hladítku, které je nyní uloženo v parlamentním archivu, je zaznamenáno, že čest položit základní kámen měla Emily, sestra Petovy snachy. Byl to Puginův poslední návrh před jeho propadnutím duševní chorobě a smrtí v roce 1852 a sám Pugin napsal v době, kdy ho Barry naposledy navštívil, aby si vyzvedl výkresy: „Zítra odevzdám všechny své návrhy na dostavbu jeho zvonice a je to nádhera“.

### Návrh

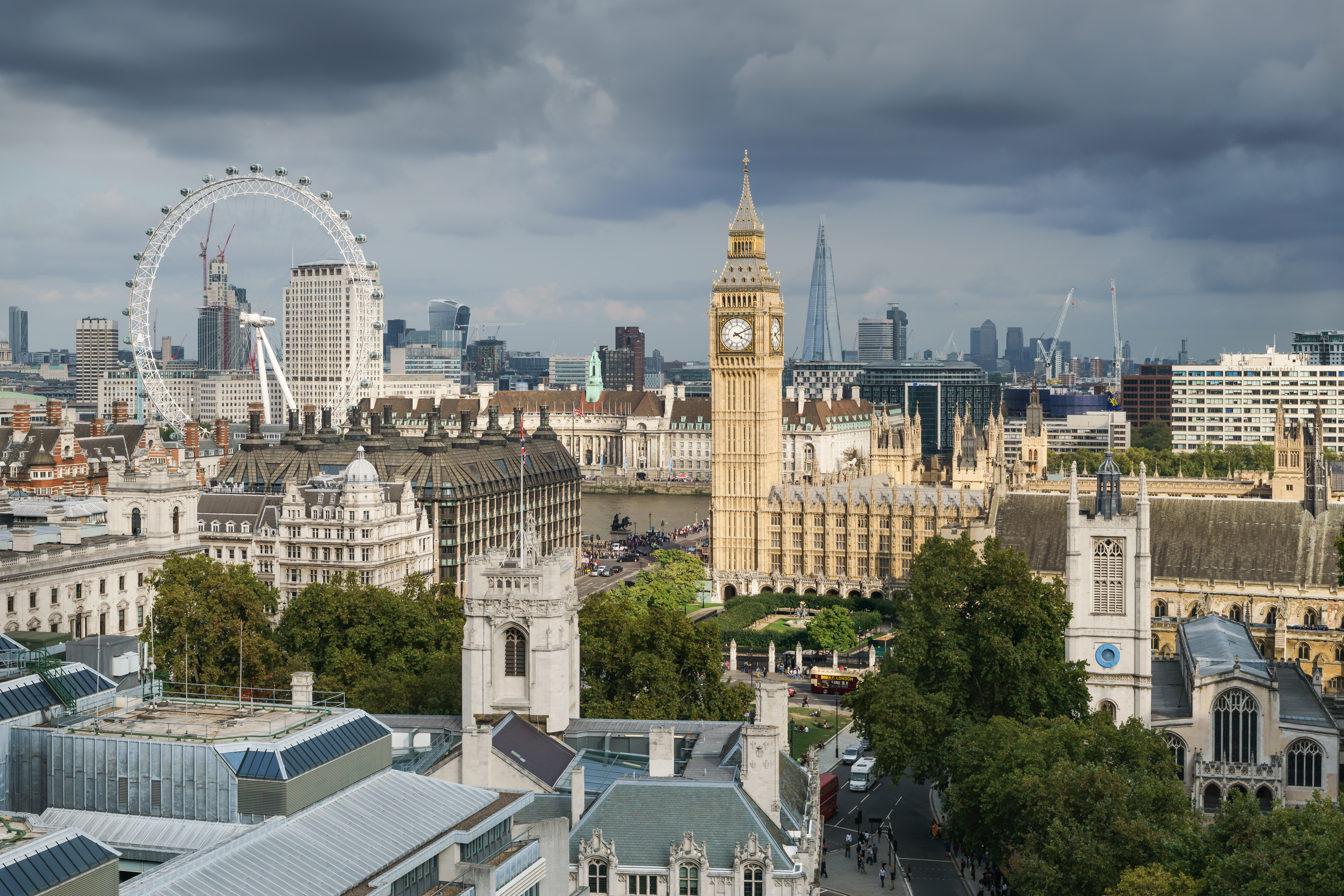
Londýnské panorama s Big Benem a okolím, včetně Londýnské oko, Portcullis House, Parliament Square a Kostel svaté Markéty

Věž byla dokončena v roce 1859, je navržena v Puginově gotickém obrozeneckém stylu a je vysoká 96,3 m (316 stop), což z ní činí třetí nejvyšší hodinovou věž ve Velké Británii. Její ciferníky (uprostřed) jsou ve výšce 54,9 m (180 stop) nad úrovní terénu. Základna věže je čtvercová, měří 40 stop (12,2 m) na každé straně a spočívá na betonových základech o tloušťce 3,7 m (12 stop). Na její stavbu byly použity cihly obložené zvenčí pískovcovým vápencem Anston z Jižního Yorkshiru, na vrcholu věže jsou stovky litinových střešních tašek. Do místnosti s hodinami vede točité schodiště s 290 kamennými schody, po 44 schodech se dostanete do zvonice a po dalších 59 na vrchol věže.
Nad zvonicí a Ayrtonovým světlem se nachází 52 štítů zdobených národními znaky čtyř zemí Spojeného království: červená a bílá růže anglické dynastie Tudorovců, bodlák Skotska, shamrock Severního Irska a narcis Walesu. Dále je na nich vyobrazeno granátové jablko Kateřiny Aragonské, první manželky tudorovského krále Jindřicha VIII., portkulis, které symbolizuje obě komory parlamentu, a fleurs-de-lis, dědictví z doby, kdy si angličtí panovníci nárokovali vládu nad Francií.
Větrací šachtu vedoucí z úrovně terénu až do zvonice, která měří 4,9 m (16 stop) x 2,4 m (8 stop), navrhl David Boswell Reid, známý jako "dědeček klimatizace". Jejím účelem bylo přivádět do Westminsterského paláce chladný a čerstvý vzduch; v praxi to však nefungovalo a šachta byla až do roku 1914 využívána jako komín. V rámci konzervačních prací v letech 2017–2021 byl do šachty instalován výtah (neboli zdviž).
Její základy spočívají na vrstvě štěrku, pod nímž je tzv. londýnská hlína. Díky tomuto měkkému podloží se věž na výšce 55 m mírně naklání k severozápadu o zhruba 230 mm, což dává sklon přibližně 1⁄240. To zahrnuje plánovaný náklon zvýšený maximálně o 22 mm v důsledku ražby tunelu pro prodloužení linky Jubilee. V 90. letech 20. století byly do země pod věží napumpovány tisíce tun betonu, aby ji stabilizovaly během výstavby Westminsterského úseku linky Jubilee. Věž se v místě zakončení naklání asi o 500 mm. Odborníci se domnívají, že naklonění věže nebude představovat problém po dobu dalších 4 000 až 10 000 let.

### Název

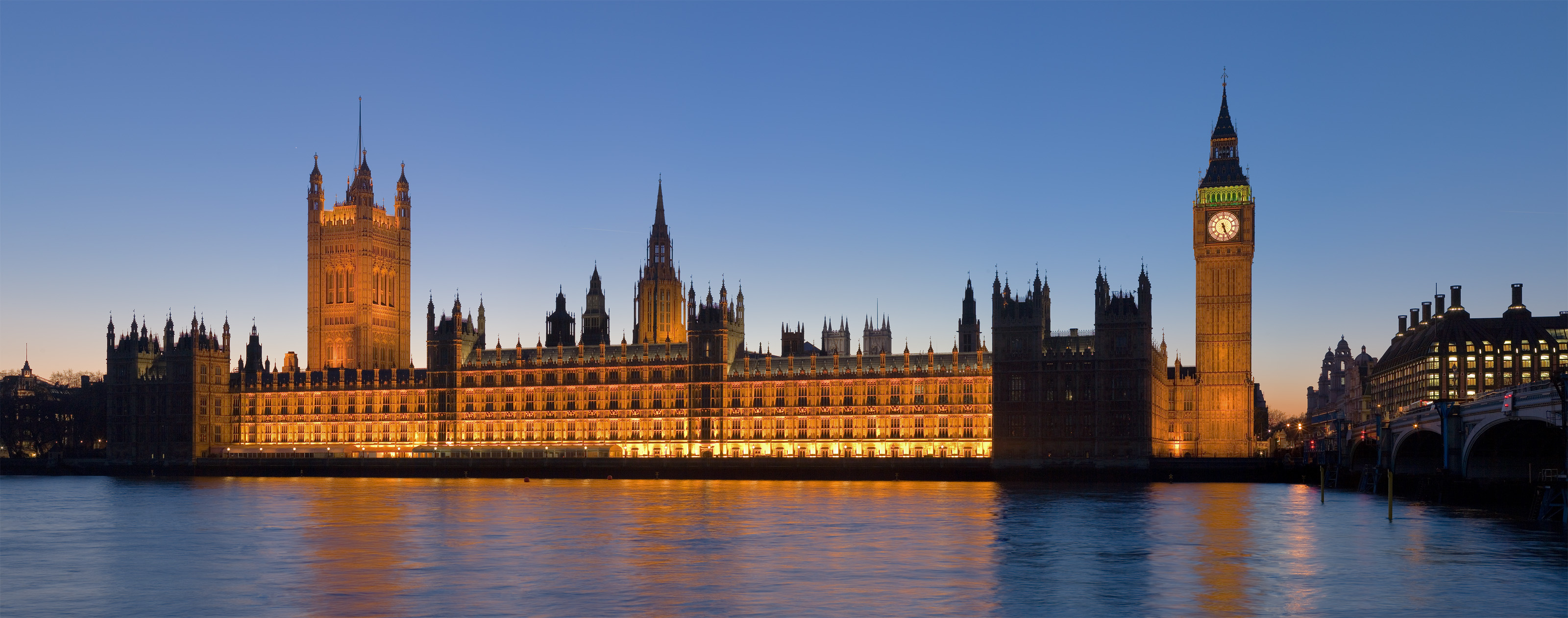
Westminsterský palác, Big Ben a Westminsterský most.

Novináři ji za vlády královny Viktorie nazývali St Stephen's Tower (Věž svatého Štěpána). Protože členové parlamentu původně zasedali v Síni svatého Štěpána, označovali tito novináři vše, co se týkalo Dolní sněmovny, jako "zprávy ze svatého Štěpána" (palác skutečně obsahuje prvek zvaný Věž svatého Štěpána, který se nachází nad vchodem pro veřejnost). Dne 2. června 2012 hlasovala Dolní sněmovna pro návrh na změnu názvu z Clock Tower na Elizabeth Tower na počest Alžběty II. v roce jejího diamantového jubilea, neboť velká západní věž, nyní známá jako Victoria Tower, byla přejmenována na počest královny Viktorie u příležitosti jejího diamantového jubilea. Dne 26. června 2012 potvrdila Dolní sněmovna, že změna názvu může být provedena. David Cameron, tehdejší premiér, změnu názvu oficiálně oznámil 12. září 2012. Změna názvu se uskutečnila při slavnostním pojmenování, při němž John Bercow, tehdejší předseda Dolní sněmovny, odhalil pamětní desku připevněnou k věži na přilehlém Speaker's Green.

### Vězeňská místnost
Uvnitř věže se nachází vězeňská místnost obložená dubovými deskami, do které je přístup pouze z Dolní sněmovny, nikoliv vchodem do věže. Naposledy byla použita v roce 1880, kdy byl ateistický Charles Bradlaugh, nově zvolený poslanec za Northampton, uvězněn Serjeantem at Arms (Sněmovní pořadatel) poté, co protestoval proti složení náboženské přísahy věrnosti královně Viktorii. Oficiálně může Seržant at Arms stále zatýkat, k čemuž má oprávnění již od roku 1415. Místnost však v současné době obývá Petiční výbor, který dohlíží na petice předkládané parlamentu.

### Ayrton Light
Nový prvek přidal v roce 1873 Acton Smee Ayrton, tehdejší první komisař pro stavby a veřejné budovy. Ayrtonovo světlo je lucerna umístěná nad zvonicí a svítí vždy, když po setmění zasedá Dolní sněmovna. Je vidět z celého Londýna. Původně svítila směrem k Buckinghamskému paláci, aby se královna Viktorie mohla dívat z okna a vidět, kdy Dolní sněmovna pracuje.

## Hodiny

### Ciferníky

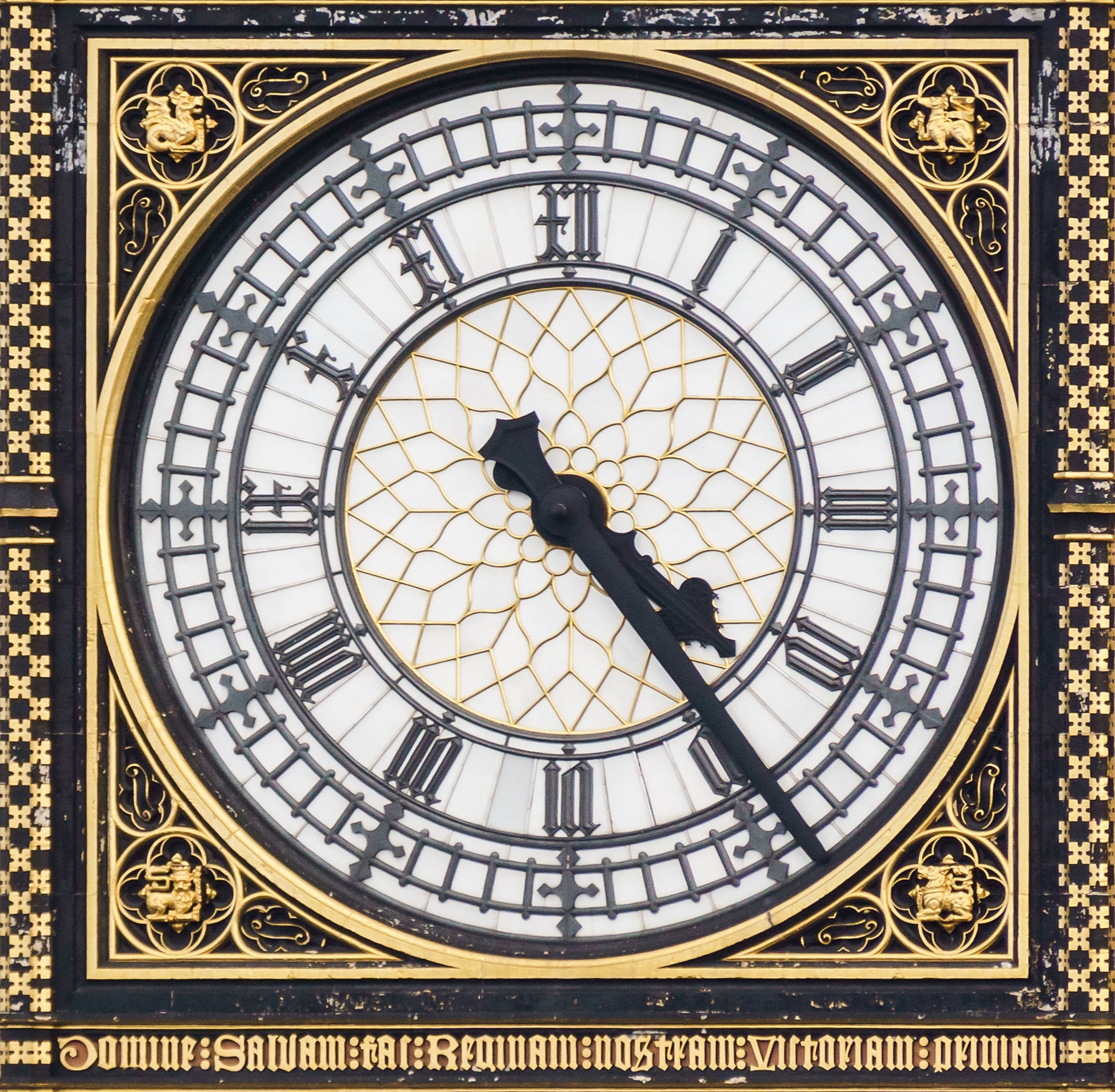
Jeden z ciferníků, jak vypadal v roce 2014

August Pugin se při navrhování ciferníků inspiroval Benjaminem Lewisem Vulliamy. Každý z nich je vyroben z litinových dílů sešroubovaných k sobě. Celý rám má průměr 6,9 m (22,5 stopy), což z nich činí třetí největší ve Velké Británii. Každý z nich obsahuje 324 kusů opálového skla. Původně byly ciferníky podsvíceny plynovými lampami, zpočátku pouze v době zasedání parlamentu, ale od roku 1876 jsou běžně osvětlovány od soumraku do svítání. Na počátku 20. století byly instalovány elektrické žárovky. Zdobené okolí ciferníků je pozlacené. V dolní části každého ciferníku je latinský nápis DOMINE SALVAM FAC REGINAM NOSTRAM VICTORIAM PRIMAM, což znamená „Pane, chraň naši královnu Viktorii První“. Na rozdíl od mnoha ciferníků s římskými číslicemi, na nichž je pozice "4" zobrazena jako IIII, je na cifernících Velkých hodin "4" zobrazena jako IV. Hodinové ručičky z děloviny jsou dlouhé 2,7 m (8,75 stop) a měděné minutové ručičky 4,3 m (14 stop).
Při dokončení byly rám a ručičky barvené pruskou modří, ale ve 30. letech 20. století byly natřeny na černo, aby se zamaskovaly účinky znečištění ovzduší. Původní barevné schéma bylo obnoveno během konzervačních prací v letech 2017–2021. Bylo zjištěno, že v průběhu uplynulých 160 let bylo použito nejméně šest různých barevných schémat. Viktoriánské sklo bylo rovněž odstraněno a nahrazeno věrnými reprodukcemi vyrobenými v Německu sklárnami Glasfabrik Lamberts.

### Mechanismus

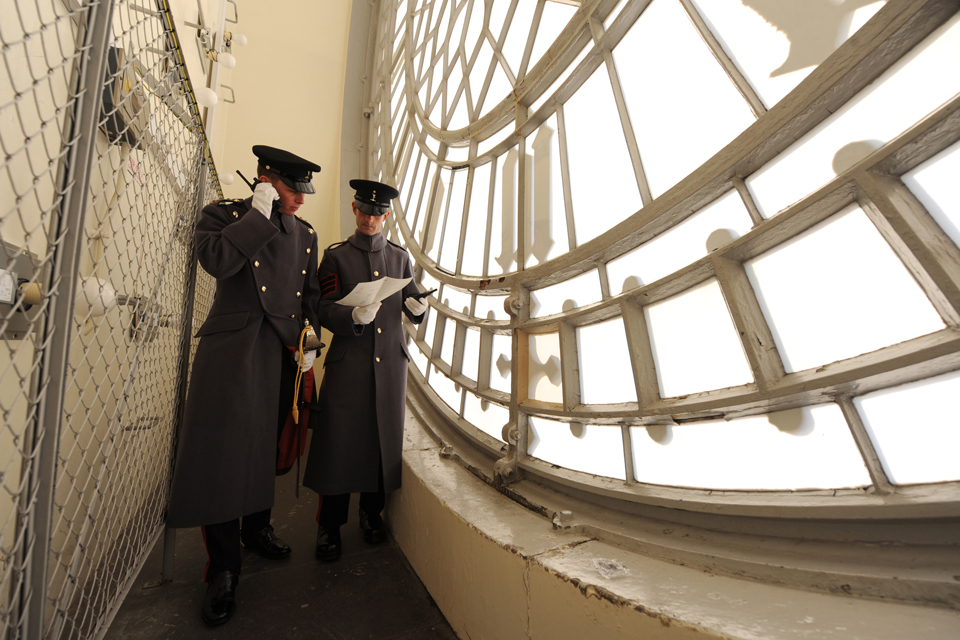
Zadní strana ciferníku

Mechanismus hodin je známý svou spolehlivostí. Jeho konstruktéry byli právník a amatérský horolog Edmund Beckett Denison a královský astronom George Airy. Konstrukce byla svěřena hodináři Edwardu Johnu Dentovi; po jeho smrti v roce 1853 dokončil práci v roce 1854 jeho nevlastní syn Frederick Dent. Protože věž byla dokončena až v roce 1859, měl Denison čas experimentovat: místo původně navrženého mrtvého chodu a remontoire vynalezl dvojitý tříramenný gravitační chod, který zajišťuje nejlepší oddělení kyvadla a hodinového mechanismu, a zmírňuje tak účinky deště, větru a sněhu na ciferníky. Dent si svůj návrh nikdy nenechal patentovat a rychle se stal standardem všech nových kvalitních věžních hodin.
Na horní straně kyvadla je malá hromádka mincí v pre-decimálních pencích; ty slouží k nastavení času hodin. Přidáním mince se nepatrně zvedne poloha těžiště kyvadla, čímž se zmenší efektivní délka tyče kyvadla, a tím se zvýší rychlost, s jakou kyvadlo kmitá. Přidáním nebo odebráním mince se rychlost hodin změní o 0,4 sekundy za den. Čas se tak udržuje s přesností na několik sekund za týden. Hodiny se natahují ručně (trvá to asi 1,5 hodiny) třikrát týdně. Správce hodin je kromě dohledu nad všemi aspekty údržby v paláci zodpovědný za péči o hodinový stroj. Tým horologů je v pohotovosti 24 hodin denně, aby se mohl hodinám věnovat v případě nouze.
Dne 10. května 1941 poškodil německý nálet dva ciferníky hodin a části stupňovité střechy věže a zničil komoru Dolní sněmovny. Architekt sir Giles Gilbert Scott navrhl nový pětipatrový blok. Dvě patra zabírá současná sněmovna, která byla poprvé použita 26. října 1950. Hodiny běžely přesně a odbíjely až do konce Blitzu.

## Zvony

### Great Bell – Velký zvon

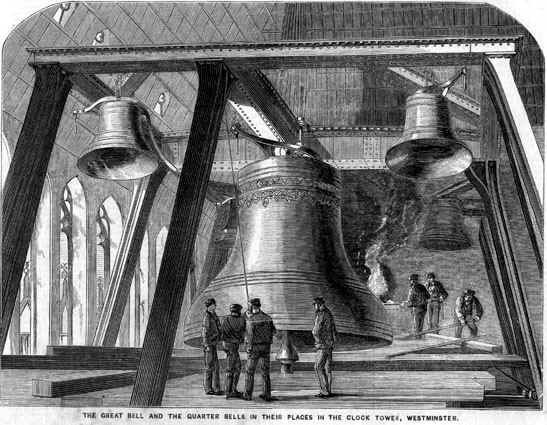
Druhý "Big Ben" (uprostřed) a čtvrťové zvony z The Illustrated News of the World, 4. prosince 1858.

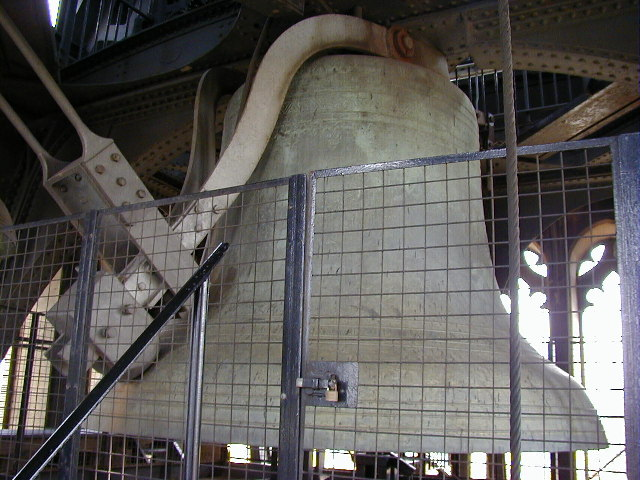
Big Ben

Hlavní zvon, oficiálně nazývaný Velký zvon, ale známější jako Big Ben, je největším zvonem ve věži a součástí Velkých westminsterských hodin. Zní přirozeným tónem E.
Původní zvon byl 16,3t hodinový zvon, který 6. srpna 1856 odlila firma John Warner & Sons ve Stockton-on-Tees. Předpokládá se, že zvon se měl původně jmenovat Victoria nebo Royal Victoria na počest královny Viktorie, ale že jeden z poslanců během parlamentní debaty navrhl zvonu současnou přezdívku „Big Ben“; tato poznámka není v Hansardu zaznamenána.
Protože věž ještě nebyla dokončena, byl zvon umístěn na New Palace Yard, ale při zkouškách neopravitelně praskl a musela být vyrobena náhrada. Zvon byl 10. dubna 1858 přelit ve Whitechapelské zvonařské slévárně jako 13,76t zvon. Druhý zvon byl převezen ze slévárny do věže na vozíku taženém šestnácti koňmi, za povzbuzování davů; poté byl vytažen do výšky 61,0 m (200 stop) do zvonice Clock Tower, což trvalo 18 hodin. Je vysoká 2,29 m (7 stop a 6 palců) a má průměr 2,74 m (9 stop). Tento nový zvon se poprvé rozezněl v červenci 1859; v září také praskl. Podle vedoucího slévárny George Mearse použil horolog Denison úderník o více než dvojnásobné hmotnosti, než bylo stanoveno jako maximální. Na tři roky byl Big Ben vyřazen z provozu a hodiny se odbíjely na nejnižším ze čtvrťových zvonů, dokud nebyl opraven. Při opravě byl z okraje kolem praskliny odštípnut čtvercový kus kovu a zvon byl otočen o osminu, takže nový úderník udeřil na jiném místě. Od té doby Big Ben zvoní trochu jiným tónem a dodnes se používá i s neopravenou prasklinou. Big Ben byl největším zvonem na britských ostrovech, dokud nebyl v roce 1881 ulit "Great Paul", zvon o váze 17 tun, který je v současnosti zavěšen v katedrále svatého Pavla.
V srpnu 2007 byl poprvé od instalace zvonu vyměněn jeho úderník.

#### Přezdívka
O původu přezdívky Big Ben se vedou diskuse. Přezdívka byla nejprve použita pro Velký zvon; možná byla pojmenována po siru Benjaminu Hallovi, který dohlížel na instalaci Velkého zvonu, nebo po anglickém boxerském šampionovi v těžké váze Benjaminu Cauntovi. Nyní se Big Ben často používá pro označení hodin, věže a zvonu dohromady, ačkoli přezdívka není všeobecně přijímána jako označení hodin a věže. Někteří autoři děl o věži, hodinách a zvonu tuto otázku obcházejí tím, že v názvu nejprve použijí slova Big Ben a poté upřesní, že předmětem knihy jsou hodiny a věž i zvon.

### Zvonění
Vedle Velkého zvonu jsou ve zvonici umístěny čtyři čtvrťové zvony, které hrají Westminsterské čtvrťáky (anglicky Westminster Quarters) ve čtvrthodinách. Čtyři čtvrťové zvony znějí G♯, F♯, E a B. Odlila je firma John Warner & Sons ve své slévárně Crescent v roce 1857 (G♯, F♯ a B) a 1858 (E). Slévárna se nacházela v ulici Jewin Crescent, která je dnes známá jako Barbican v londýnské čtvrti City. Zvony se rozeznívají kladívky taženými lany vycházejícími ze spojovací místnosti - prostoru s nízkým stropem mezi hodinovou místností a zvonicí - kde mechanismy převádějí pohyb čtvrťového vlaku na rozeznívání jednotlivých zvonů.
Čtvrťové zvony hrají jednou opakovanou dvacetihlasou sekvenci tónů a čtyř změn v tónině E dur: 1-4 ve čtvrt na dvě, 5-12 v půl, 13-20 a 1-4 ve čtvrt na tři a 5-20 v celou hodinu (která zazní 25 sekund před tím, než hlavní zvon odbije hodinu). Vzhledem k tomu, že nízký zvon (B) je udeřen dvakrát v rychlém sledu za sebou, není dostatek času na stažení úderníku zpět, a proto je opatřen dvěma klíčovými úderníky na opačných stranách zvonu. Jedná se o melodii cambridgeské zvonkohry, která byla poprvé použita pro zvonění kostela Great St Mary's v Cambridgi a údajně se jedná o variaci, připisovanou Williamu Crotchovi, založenou na houslových frázích z aury „I know that my Redeemer liveth“ v Händelově Mesiáši. Pomyslná slova zvonění, opět odvozená z Great St Mary's a zároveň narážka na Žalm 37,23-24, zní: „Po celou tuto hodinu/Pane, buď mým průvodcem/A tvou mocí/žádná noha neuklouzne“. Jsou napsány na desce na stěně místnosti s hodinami.
Jedním z požadavků na hodiny bylo, aby první úder hodinového zvonu proběhl s přesností na jednu sekundu za den. Tato tolerance se vztahuje ke greenwichskému času (v létě BST). Takže například ve dvanáct hodin je to první z dvanácti úderů hodinového zvonu, který označuje hodinu (Nový rok na Silvestra o půlnoci). Čas signalizovaný posledním ze "šesti úderů" (UTC) se může zlomkově lišit.

## Kulturní význam

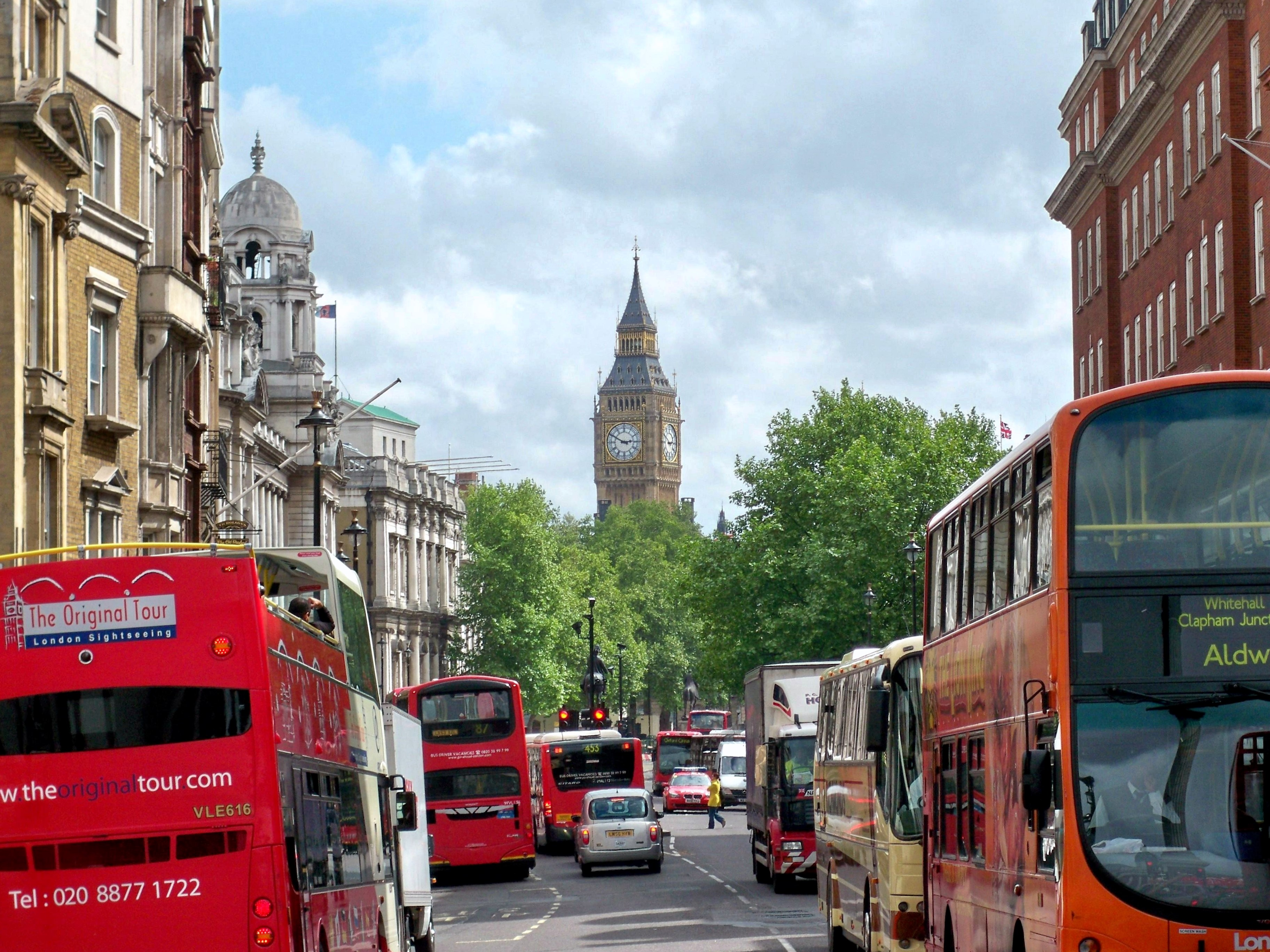
Double-deckery na rušné Whitehall s Elizabeth Tower v pozadí.

Hodiny se staly kulturním symbolem Spojeného království, zejména ve vizuálních médiích. Když chce televizní nebo filmový tvůrce poukázat na obecnou lokalitu v zemi, oblíbeným způsobem je ukázat obraz věže, často s červeným dvoupatrovým autobusem nebo černým taxíkem v popředí.
V roce 2008 bylo v průzkumu mezi 2 000 lidmi zjištěno, že věž je nejoblíbenější památkou ve Spojeném království. Byla také označena za nejikoničtější filmové místo v Londýně.
Zvuk odbíjení hodin byl tímto způsobem použit i ve zvukových médiích, ale vzhledem k tomu, že Westminsterské čtvrti jsou slyšet i z jiných hodin a dalších zařízení, není tento zvuk nikterak ojedinělý. Big Ben je ústředním bodem novoročních oslav ve Spojeném království, rozhlasové a televizní stanice vysílají jeho zvonění, aby přivítaly začátek nového roku. Na přivítání roku 2012 byla hodinová věž osvětlena ohňostrojem, který vybuchoval při každém odbíjení Big Benu. Podobně se v Den válečných veteránů vysílá zvonění Big Benu, které připomíná 11. hodinu 11. dne 11. měsíce a začátek dvouminutového ticha. Zvonění Big Benu bylo také třikrát použito při státních pohřbech panovníků: poprvé při pohřbu krále Eduard VII. v roce 1910, kdy Big Ben zazvonil 68krát, jeden úder za každý rok panovníkova života; podruhé při pohřbu krále Jiřího V. v roce 1936 (70 úderů) a nakonec při pohřbu krále Jiřího VI. v roce 1952 (56 úderů).
Obyvatelé Londýna, kteří žijí v přiměřené vzdálenosti od věže a Big Benu, mohou díky poslechu zvonění v přímém přenosu i prostřednictvím analogového rozhlasu slyšet zvonění třináctkrát. Je to možné proto, že elektronicky přenášené zvonění přichází prakticky okamžitě, zatímco živý zvuk putuje vzduchem se zpožděním, protože rychlost zvuku je relativně pomalá.
V úvodní sekvenci zpravodajství ITN News at Ten se dříve objevoval obraz věže se zvukem zvonkohry Big Benu, který přerušoval oznámení hlavních zpráv dne. Zvuk zvonkohry Big Benu (v rámci ITN známý jako "The Bongs") se nadále používá během hlavních zpráv a všechny zpravodajské relace ITV News používají grafiku založenou na Westminsterském hodinovém ciferníku. Big Ben je také slyšet odbíjet hodinu před některými zpravodajskými relacemi na BBC Radio 4 (18:00 a 24:00, plus 22:00 v neděli) a BBC World Service, což se začalo praktikovat 31. prosince 1923. Zvuk zvonkohry je vysílán živě z mikrofonu trvale instalovaného ve věži a propojeného linkou s Broadcasting House.
Při ukončení hlasování v parlamentních volbách v roce 2010 byly na jižní stranu věže promítány výsledky celostátního exit pollu. Dne 27. července 2012 se od 8:12 hodin Big Ben rozezněl třicetkrát, aby přivítal Hry 30. olympiády, které toho dne oficiálně začaly v Londýně.

## Renovace v roce 2017

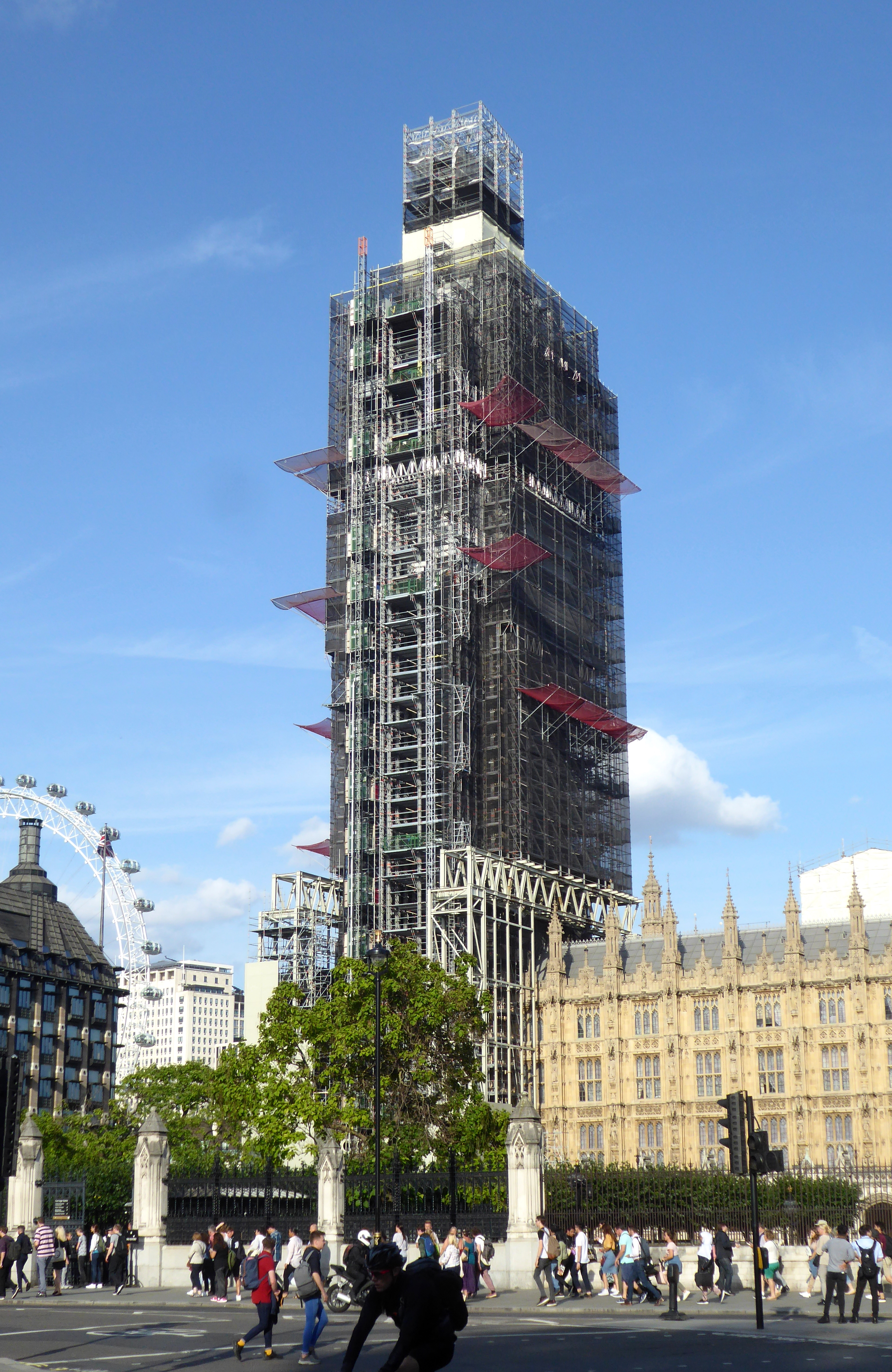
Lešení postavené v roce 2017, aby umožnilo přístup pracovníkům

Dne 21. srpna 2017 se zvonění Big Benu na čtyři roky odmlčelo, aby bylo možné provést nezbytné restaurátorské práce na věži. Rozhodnutí o umlčení zvonů bylo přijato z důvodu ochrany sluchu pracovníků na věži a vyvolalo velkou kritiku ze strany vysoce postavených poslanců a premiérky Theresy Mayové. Odbíjení a zvonění zvonů při významných příležitostech, jako je Silvestr a Den válečných veteránů, bude zajišťovat elektromotor; během restaurování zůstane vždy viditelný alespoň jeden ze čtyř ciferníků. Okamžitě po umlčení zvonů bylo kolem věže postaveno lešení. Původní náklady projektu pro daňové poplatníky a věřitele byly odhadovány na zhruba 29 milionů liber, ale pak byly více než zdvojnásobeny na 69 milionů liber. V únoru 2020 bylo potvrzeno, že renovace odhalila, že Alžbětinská věž utrpěla při bombardování v květnu 1941, které zničilo sousední budovu Dolní sněmovny, větší škody, než se původně předpokládalo. Mezi další nákladná zjištění patřil azbest ve zvonici, "rozsáhlé" použití olovnatých nátěrů, rozbité sklo na cifernících hodin a vážné poškození složitých kamenných rytin věže v důsledku znečištění ovzduší. Náklady na řešení nových problémů byly odhadnuty na 18,6 milionu liber, čímž se celkový rozpočet na obnovu Alžbětinské věže vyšplhal na téměř 80 milionů liber. Dodatečné renovační práce byly do projektu zapracovány a budou dokončeny stejně jako původně plánované restaurátorské práce.
Cílem renovace je oprava a konzervace věže, modernizace zařízení podle potřeby a zajištění integrity věže pro budoucí generace. Poslední významná renovace věže byla provedena v letech 1983-85. Konstrukce vysoká 96 metrů (315 stop) je vystavena povětrnostním vlivům, což má za následek praskliny a další poškození zdiva a poškození železné konstrukce korozí. Bude odstraněno a vyměněno 2 567 litinových střešních tašek a pro usnadnění přístupu bude instalován výtah a základní umývárna s tekoucí vodou. Ayrtonovo světlo na vrcholu věže, které svítí, když zasedá Parlament, bude rovněž kompletně demontováno a restaurováno spolu s ostatními světly ve zvonici, přičemž světla budou nahrazena úspornými LED. Jednou z nejviditelnějších změn na věži bude obnova rámu hodinového ciferníku do původní pruské modré barvy, která byla použita při první stavbě věže v roce 1859, a odstranění černé barvy, která se používala k zakrytí rámů ciferníků znečištěných sazemi. Hodinové ciferníky budou rovněž znovu pozlaceny a štíty svatého Jiří budou přemalovány do původních červených a bílých barev. Rovněž bude odstraněno a vyměněno 1296 kusů skla, které tvoří ciferníky hodin.

## Poruchy a jiné události
| Datum                       | Událost |
| 19. století                 | |
| --------------------------- | --- |
| Před rokem 1878             | Poprvé v historii se hodiny zastavily, a to „v důsledku silného pádu sněhu“ na ručičkách hodinového ciferníku. |
| 21. srpna 1877 – leden 1878 | Hodiny byly na tři týdny zastaveny, aby bylo možné vyčistit a opravit věž a mechanismus. Bylo vyměněno staré únikové kolo. |
| 20. století                 | |
| Únor 1900                   | Silný nános sněhu na ciferníku bránil postupu hodinové ručičky, což způsobilo, že se hodiny zastavily asi na osm hodin. |
| 1916                        | Po dva roky během první světové války byly zvony umlčeny a ciferníky hodin nebyly v noci osvětleny, aby nenaváděly útočící německé Zeppelíny. |
| 29. prosince 1927           | Sněhová nadílka na ciferníku zastavila hodiny. |
| Zima 1928                   | Silné sněžení zastavilo hodiny na několik hodin. |
| 2. dubna 1934               | Hodiny se zastavily od 7:16 do 13:15, kdy byly opraveny. |
| 23. září 1936               | Malíř, který maloval vnitřek místnosti s hodinami, přiložil žebřík k hřídeli pohánějící ručičky, čímž se hodiny zastavily od 8:47 do 10:00 hodin. |
| 1. září 1939                | Ačkoli zvony zvonily i nadále, ciferníky hodin nebyly po celou dobu druhé světové války v noci osvětleny, aby nenaváděly piloty bombardérů během bleskové války. |
| 3.-4. června 1941           | Hodiny se zastavily od 22:13 do 10:13 následujícího rána poté, co dělník, který opravoval náletem poškozený ciferník, nechal kladivo příliš blízko mechanismu. |
| 25.-26. ledna 1945          | Extrémně nízké teploty způsobily zamrznutí gumových pouzder na kladívkách čtvrťových zvonů, což zabránilo zvonění od 21:00 hodin 25. ledna do 21:00 hodin následujícího večera; v mezidobí vysílala BBC. |
| 28. ledna 1947              | Před odbitím půlnoci opět zamrzly gumové objímky na kladívkách čtvrťových zvonů, což ztišilo zvon, problém se však do rána podařilo vyřešit. |
| 12. srpna 1949              | Hodiny se zpomalily o čtyři a půl minuty poté, co na minutovou ručičku usedlo hejno špačků. |
| 13. ledna 1955              | Hodiny se zastavily ve 3:24 ráno kvůli závějím sněhu, které se tvořily na severním a východním ciferníku. Právě do těchto dvou ciferníků byly umístěny malé elektrické ohřívače a toto opatření pomohlo v posledních letech snížit případy zamrznutí. |
| 18. července 1955           | Přetrhlo se lano ovládající bicí kladivo, čímž hodiny od 10 do 17 hodin utichly. |
| Silvestr 1962               | Hodiny se zpomalily v důsledku hustého sněžení a ledu na ručičkách, což způsobilo, že se kyvadlo oddělilo od hodinového stroje, jak je za takových okolností konstruováno, aby nedošlo k vážnému poškození jiných částí mechanismu - kyvadlo se nadále volně kývalo. Takto odbíjelo nový rok 1963 s devítiminutovým zpožděním. |
| 30. ledna 1965              | Během pohřbu státníka a bývalého premiéra Winstona Churchilla zvony utichly. |
| 9. ledna 1968               | Sněhové nánosy na cifernících zablokovaly pohyb ručiček a zastavily hodiny od 6:28 do 10:10 hodin. |
| 5. srpna 1976               | Po více než 100 letech používání se zlomil regulátor rychlosti vzduchové brzdy zvonového mechanismu z únavy v důsledku torzního namáhání, což způsobilo, že plně natažené 4tunové závaží vytočilo natahovací buben z mechanismu a způsobilo velké škody. Velké hodiny byly odstaveny celkem na 26 dní v průběhu devíti měsíců - znovu byly spuštěny 9. května 1977. Jednalo se o nejdelší přestávku v provozu od jeho postavení. Během této doby vysílalo místo nich pípy rádio BBC 4. Přestože v letech 1977 až 2002 docházelo k menším odstávkám, kdy údržbu orloje prováděla stará hodinářská firma Thwaites & Reed, byly tyto odstávky často opraveny v rámci povolené dvouhodinové odstávky a nebyly zaznamenány jako odstávky. Před rokem 1970 prováděla údržbu původní firma Dents, od roku 2002 zaměstnanci parlamentu. |
| Březen 1986 a leden 1987    | Problém se zamrzáním gumových pouzder na čtvrťových zvonech se opakoval a zvonění se ztlumilo. |
| 30. dubna 1997              | Hodiny se zastavily 24 hodin před parlamentními volbami a o tři týdny později se zastavily znovu. |
| 21. století                 | |
| 27. května 2005             | Hodiny se zastavily ve 22:07, pravděpodobně kvůli horkému počasí; teploty v Londýně dosáhly nezvyklých 31,8 °C. Hodiny se znovu rozběhly, ale ve 22:20 se opět zastavily a zůstaly v klidu asi 90 minut, než se znovu rozběhly. |
| 29. října 2005              | Mechanismus byl zastaven asi na 33 hodin, aby bylo možné provést údržbu hodin a jejich zvonění. Jednalo se o nejdelší údržbovou odstávku za posledních 22 let. |
| Dne 5. června 2006          | V 7:00 hodin ráno: Čtvrťové zvony věžních hodin byly na čtyři týdny vyřazeny z provozu, protože ložisko držící jeden ze čtvrťových zvonů bylo opotřebované a muselo být odstraněno kvůli opravě. Během této doby vysílalo rádio BBC 4 místo obvyklého zvonění nahrávky britského ptačího zpěvu, po nichž se ozývaly píšťaly. |
| 11. srpna 2007              | Začátek šestitýdenní odstávky kvůli údržbě. Poprvé od instalace hodin byla vyměněna ložiska ve zvonkohře a úderníku „velkého zvonu“. Během údržby byly hodiny poháněny elektromotorem. Během této doby opět vysílalo rozhlasové vysílání BBC Radio 4. Záměrem bylo, aby hodiny přesně fungovaly dalších 200 let, než bude opět nutná větší údržba; ve skutečnosti opravy vystačily na deset let. |
| 17. dubna 2013              | Během pohřbu bývalé premiérky Margaret Thatcherové zvony utichly „na znamení hluboké úcty“. |
| Srpen 2015                  | Údržbáři zjistili, že hodiny jdou o sedm sekund rychleji. Aby chybu napravili, odstranili z kyvadla mince, což způsobilo, že hodiny po určitou dobu běžely pomalu. |
| 21. srpna 2017              | Začátek probíhajícího čtyřletého umlčování zvonění během údržby a oprav hodinového stroje a oprav a vylepšení budovy věžních hodin. Během této doby byly ciferníky, ručičky a světla sejmuty za účelem restaurování, přičemž alespoň jeden ciferník - s ručičkami poháněnými elektromotorem - byl ponechán nepoškozený, funkční a v každém okamžiku viditelný. Zrealizovala se také instalace výtahu. |